# Liste der Figuren aus Bridgerton
Dieser Artikel enthält eine Liste der Figuren aus der Fernsehserie Bridgerton, die die gleichnamigen Romane von Julia Quinn adaptiert. Diese spielt im London des frühen 19. Jahrhunderts, als die Mitglieder der High Society, genannt „Ton“, an der Ballsaison teilnehmen, um eine Heiratspartie zu finden, und wird kommentiert durch die Klatschkolumnen der Lady Whistledown. Hauptfiguren der Serie sind die acht Geschwister der titelgebenden Familie Bridgerton, von denen pro Staffel eine(r) die Liebe findet. Weitere Figuren entstammen der englischen Königsfamilie, dem Ton und der Arbeiterklasse. Einige Figuren erscheinen auch in dem Serien-spinoff Queen Charlotte: Eine Bridgerton-Geschichte.

## Besetzung nach Gruppierungen
| Rolle                                               | Darsteller             | Hauptrolle (Folgen)                     | Nebenrolle (Folgen)                                    | Synchronsprecher                                                                       |
| --------------------------------------------------- | ---------------------- | --------------------------------------- | ------------------------------------------------------ | -------------------------------------------------------------------------------------- |
| Lady Whistledown                                    | Julie Andrews (Stimme) | 1.01–                                   |                                                        | Viktoria Brams                                                                         |
| Familie Bridgerton                                  |                        |                                         |                                                        |                                                                                        |
| Lady Violet Bridgerton                              | Ruth Gemmell           | 1.01–                                   |                                                        | Elisabeth Günther                                                                      |
| Viscount Anthony Bridgerton                         | Jonathan Bailey        | 1.01–3.01, 3.05, 3.07                   |                                                        | Martin Bonvicini                                                                       |
| Benedict Bridgerton                                 | Luke Thompson          | 1.01–                                   |                                                        | Nils Dienemann (1.01–2.08) Max Felder (3.01–)                                          |
| Colin Bridgerton                                    | Luke Newton            | 1.01–1.08, 2.02–                        |                                                        | Maximilian Belle                                                                       |
| Daphne Bridgerton, verh. Duchess of Hastings        | Phoebe Dynevor         | 1.01–2.01, 2.03–2.04, 2.06, 2.08        |                                                        | Paulina Rümmelein                                                                      |
| Eloise Bridgerton                                   | Claudia Jessie         | 1.01–                                   |                                                        | Maximiliane Häcke                                                                      |
| Gregory Bridgerton                                  | Will Tilston           | 1.01–                                   |                                                        | Leon Santos Burmeister (1.01–1.08) Anton Günther (2.01–2.08) Laurin Lechenmayr (3.01–) |
| Hyacinth Bridgerton                                 | Florence Hunt          | 1.01–                                   |                                                        | Tilda Kortemeier (1.01–1.08) Naima Zentner (2.01–)                                     |
| Francesca Bridgerton, verh. Stirling of Kilmartin   | Ruby Stokes            |                                         | 1.01, 1.08–2.03                                        | Felicitas Bauer                                                                        |
| Francesca Bridgerton, verh. Stirling of Kilmartin   | Hannah Dodd            | 3.01–                                   |                                                        | Laura Jenni                                                                            |
| Viscount Edmund Bridgerton                          | Rupert Evans           |                                         | 2.03                                                   | Manou Lubowski                                                                         |
| Liebespartner der Bridgertons                       |                        |                                         |                                                        |                                                                                        |
| Simon Basset, Duke of Hastings                      | Regé-Jean Page         | 1.01–1.08                               |                                                        | Leonard Hohm                                                                           |
| Kathani „Kate“ Sharma, verh. Viscountess Bridgerton | Simone Ashley          | 2.01–3.01, 3.05, 3.07                   |                                                        | Maren Rainer                                                                           |
| Penelope Featherington, verh. Bridgerton            | Nicola Coughlan        | 1.01–                                   |                                                        | Anouk Elias                                                                            |
| John Stirling, Earl of Kilmartin                    | Victor Alli            | 3.03–                                   |                                                        | Benjamin Mereis                                                                        |
| Familie Featherington                               |                        |                                         |                                                        |                                                                                        |
| Lord Archibald Featherington                        | Ben Miller             | 1.01–1.08                               |                                                        | Philipp Moog                                                                           |
| Lady Portia Featherington                           | Polly Walker           | 1.01–                                   |                                                        | Madeleine Stolze                                                                       |
| Prudence Featherington, verh. Dankworth             | Bessie Carter          | 1.01–                                   |                                                        | Carolin Hartmann                                                                       |
| Philippa Featherington, verh. Finch                 | Harriet Cains          | 1.01–2.02, 2.08–                        |                                                        | Farina Brock                                                                           |
| Marina Thompson, verh. Lady Crane                   | Ruby Barker            | 1.01–1.08                               | 2.04                                                   | Maresa Sedlmeir                                                                        |
| Lord Jack Featherington                             | Rupert Young           | 2.01–2.08                               |                                                        | Johannes Raspe                                                                         |
| Albion Finch                                        | Lorn Macdonald         |                                         | 1.04, 1.08–2.02, 3.01–3.08                             | Felix Auer                                                                             |
| Harry Dankworth                                     | James Phoon            |                                         | 3.01–3.08                                              | Sebastian Kempf                                                                        |
| Familie Basset                                      |                        |                                         |                                                        |                                                                                        |
| Duke of Hastings                                    | Richard Pepple         |                                         | 1.02                                                   | Dieter Memel                                                                           |
| Sarah Basset, Duchess of Hastings                   | Daphne Di Cinto        |                                         | 1.02                                                   | Sofie Gross                                                                            |
| August „Augie“ Basset                               | –                      |                                         | 1.08, 2.03, 2.08                                       | –                                                                                      |
| Familie Sheffield Sharma                            |                        |                                         |                                                        |                                                                                        |
| Lady Mary Sheffield Sharma                          | Shelley Conn           | 2.01–2.08                               |                                                        | Christine Stichler                                                                     |
| Edwina Sharma                                       | Charithra Chandran     | 2.01–2.08                               |                                                        | Eleni Möller                                                                           |
| Lord Sheffield                                      | Anthony Head           |                                         | 2.05                                                   | Thomas Nero Wolff                                                                      |
| Lady Sheffield                                      | Shobu Kapoor           |                                         | 2.05                                                   | Sabine von Maydell                                                                     |
| Königsfamilie                                       |                        |                                         |                                                        |                                                                                        |
| Königin Charlotte                                   | Golda Rosheuvel        | 1.01–                                   |                                                        | Susanne von Medvey                                                                     |
| Prinz Friedrich von Preußen                         | Freddie Stroma         |                                         | 1.03–1.05                                              | Andreas Thiele                                                                         |
| König George III.                                   | James Fleet            |                                         | 1.05, 1.08, 2.06                                       | Hans-Georg Panczak                                                                     |
| Weitere Mitglieder des Ton                          |                        |                                         |                                                        |                                                                                        |
| Lady Agatha Danbury                                 | Adjoa Andoh            | 1.01–1.05, 1.07–                        |                                                        | Dagmar Dempe                                                                           |
| Cressida Cowper                                     | Jessica Madsen         | 3.01–3.08                               | 1.01–1.05, 1.07, 2.01–2.08                             | Marcia von Rebay                                                                       |
| Lady Cowper                                         | Joanna Bobin           | 3.01–3.08                               | 1.01–1.05, 1.07–2.08                                   | Claudia Lössl                                                                          |
| Lord Cowper                                         | Dominic Coleman        | 3.01–3.02, 3.04, 3.06–3.08              | 2.03–2.05                                              | Claus Vester (2.03–2.05) Hans Bayer (3.01–)                                            |
| Lord Marcus Anderson                                | Daniel Francis         | 3.03–                                   |                                                        | Thomas Wenke                                                                           |
| Lady Tilley Arnold                                  | Hannah New             | 3.03–3.08                               |                                                        | Stephanie Kellner                                                                      |
| Lord Nigel Berbrooke                                | Jamie Beamish          |                                         | 1.01–1.02                                              | Benedikt Weber                                                                         |
| Henry Granville                                     | Julian Ovenden         |                                         | 1.03–1.05, 1.07–1.08                                   | Frank Schaff                                                                           |
| Lucy Granville                                      | Sandra Teles           |                                         | 1.05, 1.07–1.08                                        | Eva-Maria Reichert                                                                     |
| Lord Weatherby                                      | Ned Porteous           |                                         | 1.05, 1.07–1.08                                        |                                                                                        |
| Sir Phillip Crane                                   | Chris Fulton           |                                         | 1.08, 2.04                                             | Oliver Scheffel                                                                        |
| Lord Lumley                                         | Louis Gaunt            |                                         | 2.02, 2.05                                             | Pirmin Sedlmeir                                                                        |
| Thomas Dorset                                       | Sam Frenchum           |                                         | 2.02, 2.05                                             | Patrick Roche                                                                          |
| Lord Debling                                        | Sam Phillips           |                                         | 3.01, 3.03–3.04                                        | Jochen Paletschek                                                                      |
| Lord Samadani                                       | David Mumeni           |                                         | 3.03–3.04                                              | Sebastian Pappenberger                                                                 |
| Paul Suarez                                         | Lucas Aurelio          |                                         | 3.06–3.08                                              | Pirmin Sedlmeir                                                                        |
| Michaela Stirling                                   | Masali Baduza          |                                         | 3.08                                                   | Leslie-Vanessa Lill                                                                    |
| Arbeiterklasse                                      |                        |                                         |                                                        |                                                                                        |
| Siena Rosso                                         | Sabrina Bartlett       | 1.01, 1.03–1.04, 1.07–1.08              |                                                        | Pola Jane O’Mara                                                                       |
| Will Mondrich                                       | Martins Imhangbe       | 1.02, 1.04–1.05, 1.07–1.08, 2.02, 2.05– |                                                        | Pascal Fligg                                                                           |
| Theo Sharpe                                         | Calam Lynch            | 2.02, 2.04–2.08                         |                                                        | Sebastian Griegel                                                                      |
| Genevieve Delacroix                                 | Kathryn Drysdale       |                                         | 1.02–1.03, 1.05–3.04, 3.06–                            | Anke Kortemeier                                                                        |
| Alice Mondrich                                      | Emma Naomi             |                                         | 1.04–1.05, 1.08, 2.02, 2.05, 2.08–                     | Regina Beckhaus                                                                        |
| Tessa                                               | Emily Barber           |                                         | 2.05, 2.07–2.08                                        | Friederike Sipp                                                                        |
| Bedienstete                                         |                        |                                         |                                                        |                                                                                        |
| Mrs. Varley                                         | Lorraine Ashbourne     | 1.01–1.04, 1.07–2.03, 2.05–3.03, 3.05–  |                                                        | Angelika Bender                                                                        |
| Magd Rose                                           | Molly McGlynn          |                                         | 1.01–1.08                                              | Bettina Zech                                                                           |
| Jeffries                                            | Jason Barnett          |                                         | 1.01, 1.03–1.08                                        | Marc Rosenberg                                                                         |
| Brimsley                                            | Hugh Sachs             |                                         | 1.01–1.05, 1.07–2.02, 2.05–                            | Claus-Peter Damitz                                                                     |
| Humboldt                                            | Simon Ludders          |                                         | 1.01–1.02, 1.04–1.05                                   | Gerhard Acktun                                                                         |
| Footman John                                        | Oli Higginson          |                                         | 1.01, 1.08, 2.02, 2.08, 3.02–3.04                      | Benjamin Hirt (1.01–2.08) Peter Lewys Preston (3.02–)                                  |
| Mrs. Wilson                                         | Geraldine Alexander    |                                         | 1.02, 1.04–1.05, 1.08, 2.03–2.04, 2.06–3.01, 3.04–3.08 | Maria Magdalena Rabl                                                                   |
| Magd Rae                                            | Rose Hesmondhalgh      |                                         | 3.01–3.04, 3.07–3.08                                   | Marie-Jeanne Widera                                                                    |

## Lady Whistledown

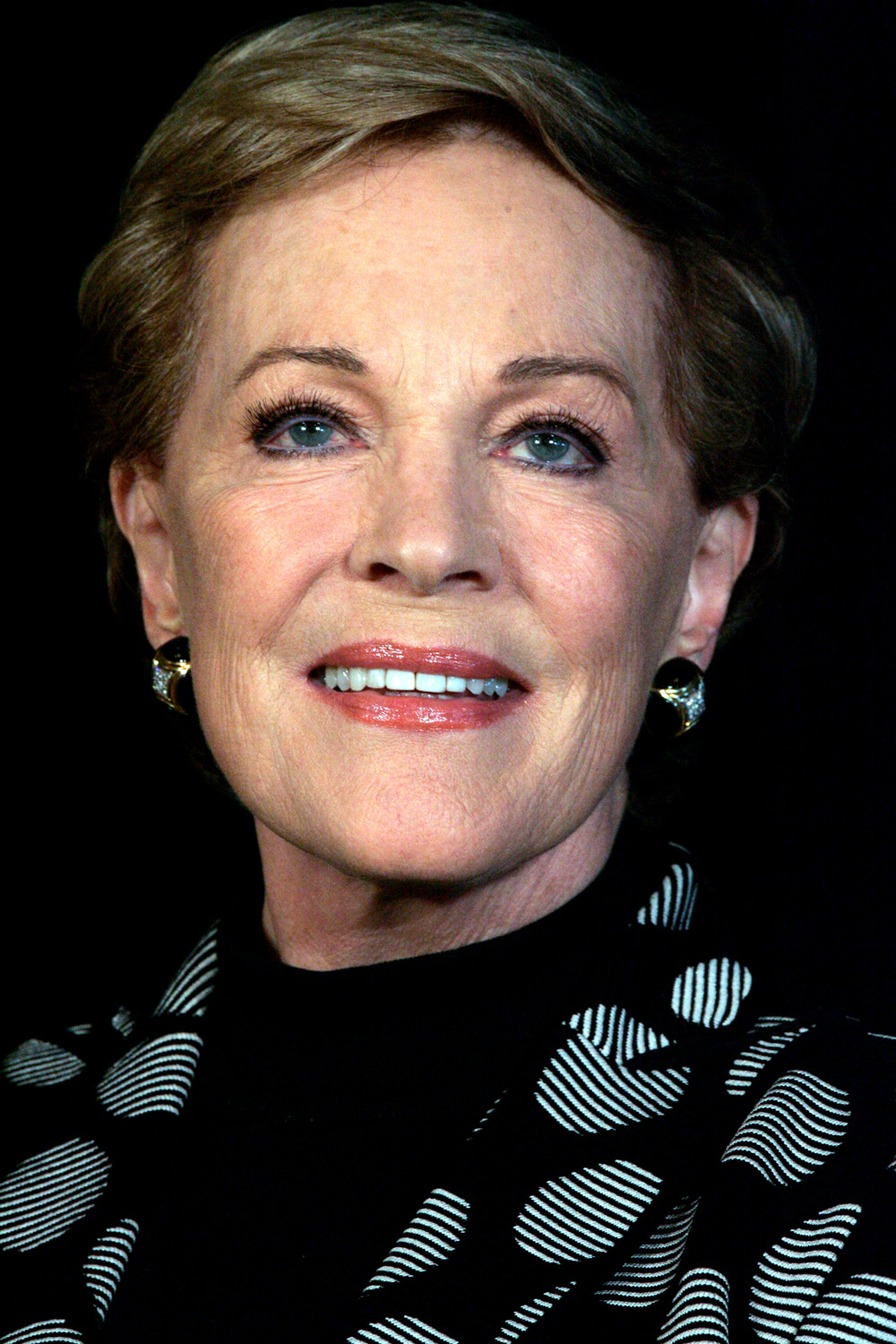
Julie Andrews spricht Lady Whistledown.

Lady Whistledown ist das Pseudonym einer Herausgeberin von Rundschreiben mit Klatsch über die High Society Londons, mit denen sie die Ereignisse der Ballsaison kommentiert. Diese werden in der Serie als Voice-Over gesprochen. Ihre Kolumne wird von dem Ton begeistert gelesen, aber auch gefürchtet, wenn sie Skandale und Geheimnisse aufdeckt, weswegen viele über ihre Identität spekulieren und Königin Charlotte wie auch Eloise Bridgerton sie aktiv aufzudecken versuchen. Ihre Identität wird den Zuschauern am Ende der ersten Staffel enthüllt; den anderen Figuren der Serie enthüllt sie sich am Ende der dritten Staffel: es ist Penelope Featherington.

## Familie Bridgerton
Die Familie Bridgerton ist eine wohlhabende und hoch angesehene Familie des Londoner Tons. Sie lebt  in Mayfair während der Saison und auf dem Landhaus Aubrey Hall in Kent. Zu der Familie gehören die acht zu Beginn unverheirateten Geschwister, die der Reihenfolge nach mit den Anfangsbuchstaben A bis H benannt wurden, und ihre Mutter. Die Familie zeichnet sich durch ein besonders enges Verhältnis zueinander aus; so führten die Eltern eine Liebesehe und auch die kleinsten Kinder nehmen stets am Familienleben teil.
- Viscount Edmund Bridgerton war der Ehemann von Violet und Vater ihrer acht Kinder. Er verstarb vor der Geburt des letzten Kindes an den allergischen Folgen eines Bienenstichs, der in Anwesenheit des Ältesten passierte, in den Armen seiner Frau.
- Dowager Viscountess Violet Bridgerton, geborene Ledger, ist die Witwe von Edmund und Mutter der acht Bridgerton-Kinder. Sie hofft für alle ihre Kinder auf eine Liebesehe und drängt die im heiratsfähigen Alter zur Beteiligung an Bällen, um einen Partner zu finden. Dabei vertritt sie die Ansicht, es sei am besten, wenn Liebe aus Freundschaft folgt.
- Viscount Anthony Bridgerton ist der älteste Sohn, der nach dem Tod seines Vaters in jungen Jahren Titel und Verantwortung übernehmen musste. Weil er diesen mitangesehen hatte sowie, wie seine Mutter anschließend mit ihrer Trauer zu kämpfen hatte, beschließt er, nicht aus Liebe zu heiraten. So entscheidet er sich bei seiner Brautsuche für das „Juwel der Saison“ Edwina Sharma, obwohl er eigentlich Gefühle für ihre Schwester Kate hat. Letzten Endes heiratet er Kate und mit ihr als neue Viscountess zeugt er einen Erben.
- Benedict Bridgerton ist der zweite Sohn und genießt als dieser mehr Freiheiten und weniger Verantwortung. Seine Leidenschaft ist das Zeichnen; er freundet sich mit einem Künstlerkollegen an und schreibt sich an der Royal Academy of Arts ein, die er wieder verlässt, als er erkennt, dass er seinen Platz einer Spende von Anthony verdankt hat. Benedict ist sexuell fluid und auch an Männern interessiert sowie mehr an kurzen Liebesabenteuern als fester Bindung.
- Colin Bridgerton ist der dritte Sohn. Als eine Möglichkeit für junge Gentlemen dieser Zeit verbringt er die Zeit außerhalb der Ballsaison häufig mit Europatouren. Colin ist eng mit Penelope Featherington, einer Tochter der Nachbarsfamilie, befreundet. Erst als er beschließt, ihr zu helfen, einen Ehemann zu finden, erkennt er seine eigene Liebe zu Penelope und heiratet sie trotz ihrer geheimen Identität als Lady Whistledown.
- Duchess Daphne Bridgerton ist die älteste Tochter. Daher begibt sie sich als erste Geschwister auf den Heiratsmarkt, um einen Gatten zu finden, was sich als schwieriger gestaltet als gedacht, obwohl sie von der Königin zum „Juwel der Saison“ erkoren wurde. Sie heiratet Simon Basset, den Duke of Hastings und hat mit ihm den Sohn August Basset.
- Eloise Bridgerton ist die zweite Tochter und steht vor ihrem Debüt, steht aber der Ballsaison und der Idee einer Heirat ablehnend gegenüber. Sie will unabhängig bleiben und ihren Intellekt fördern, den sie etwa mit der Suche nach Lady Whistledown beschäftigt. Sie ist eng befreundet mit Penelope Featherington. Nach einem Zerwürfnis mit dieser freundet sie sich mit Cressida Cowper an.
- Francesca Bridgerton ist die dritte Tochter und nimmt anfangs noch nicht an der Ballsaison teil. Sie ist eher zurückhalten und distanziert und häufiger von den Familienereignissen abwesend. Bei einer Tante in Bath lernte sie Pianoforte. Sie heiratet den ebenso ruhigen John Stirling of Kilmartin aus Schottland, wo sie hinziehen.
- Gregory und Hyacinth Bridgerton, der vierte Sohn und die vierte Tochter, sind noch Kinder und noch deutlich zu jung, einen Partner zu suchen. Sie beschäftigen sich stattdessen damit, miteinander zu spielen oder gegenseitig zu ärgern. Beide sind nicht mit ihrem Vater Edmund, nach dessen Tod Hyacinth geboren wurde, sondern mit Anthony als Ersatz-Vater aufgewachsen.

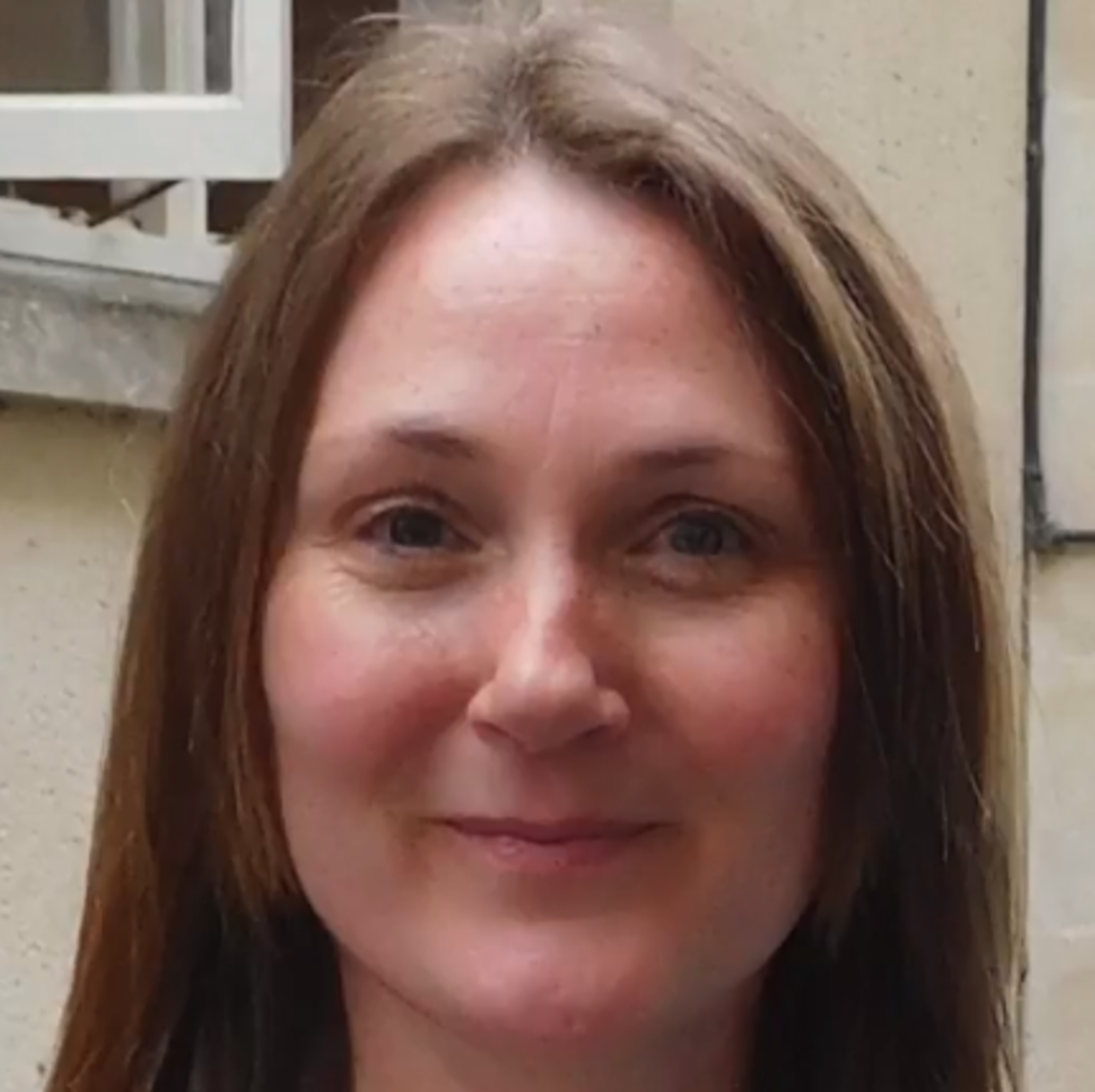
Ruth Gemmell spielt Violet Bridgerton.
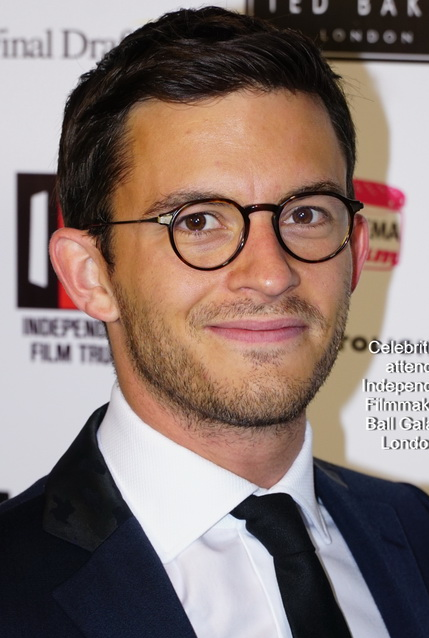
Jonathan Bailey spielt Anthony Bridgerton.
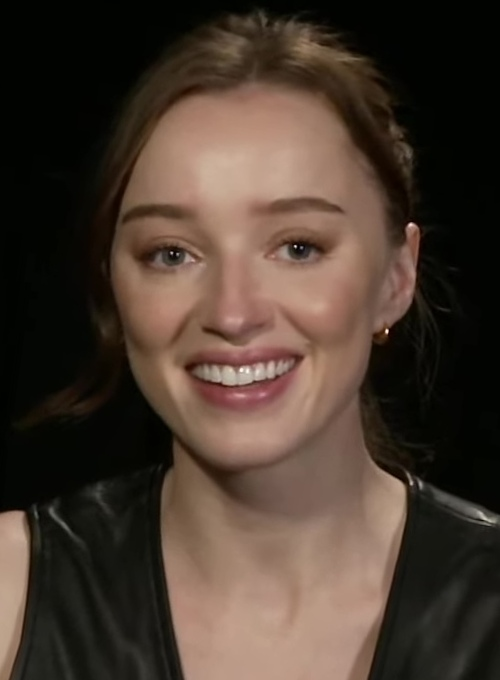
Phoebe Dynevor spielt Daphne Bridgerton.
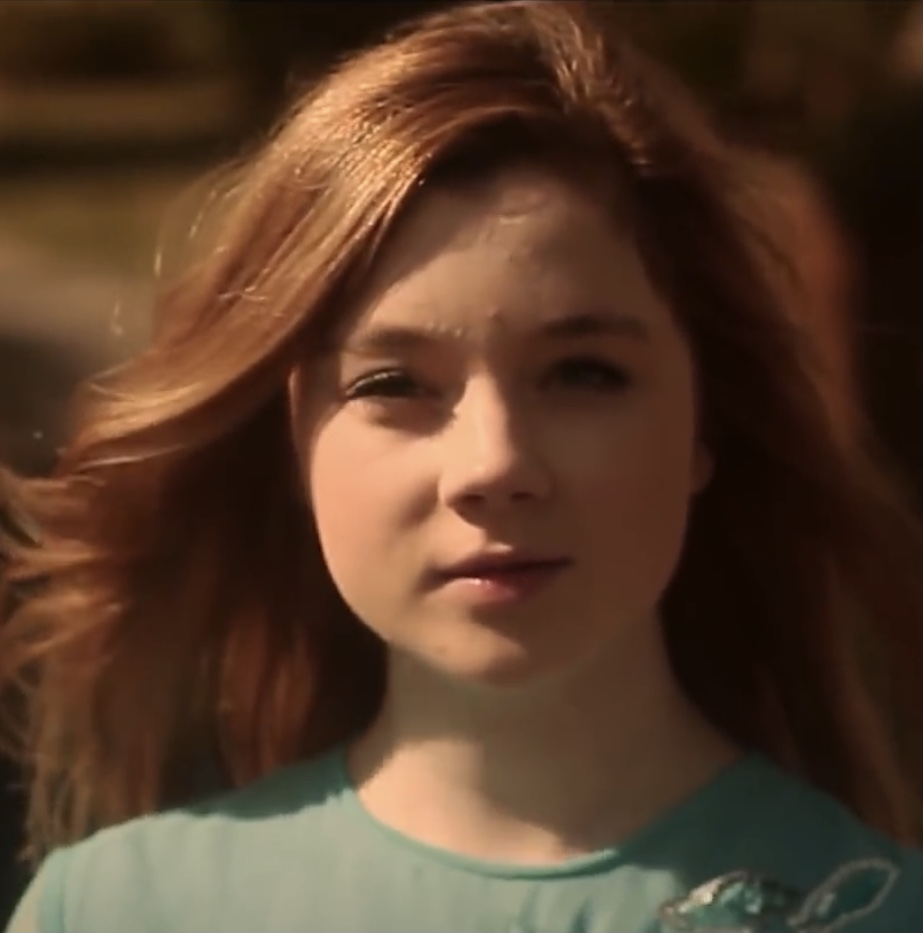
Claudia Jessie spielt Eloise Bridgerton.

### Bedienstete
Mrs. Wilson ist die Haushälterin der Bridgertons, Humboldt ein Butler. Rose Nolan ist die persönliche Magd für Daphne. Außerdem tritt der footman John, eine Art niederer Diener, in Erscheinung, häufiger wenn Eloise seine Hilfe beansprucht.

## Liebespartner der Bridgertons
- Duke Simon Basset of Hastings ist Sohn der verstorbenen Duke und Duchess of Hastings. Weil er als Kind stotterte, hat sein Vater ihn abgelehnt, worauf er von Lady Danbury erzogen wurde und Selbstbewusstsein erhielt. Als sein Vater verstarb, schwor er, niemals Kinder zu bekommen, um dessen Linie nicht fortzusetzen. Simon ist ein College-Freund von Anthony Bridgerton, der um diesen Schwur wusste und daher eine Verbindung mit seiner Schwester Daphne ablehnte. Simon heiratet Daphne und bekommt mit ihr einen Sohn.
- Viscountess Kathani „Kate“ Sharma ist die ältere Tochter des verstorbenen Gatten von Mary Sharma aus erster Ehe und Halbschwester von Edwina Sharma. Nach dem Tode ihres Vaters hatte Kate in Marys Trauer übernommen, Edwina zu erziehen und auf die Ballsaison vorzubereiten. Ebenso kümmert sie sich in England darum, Edwinas Bewerber zu prüfen, während sie nicht an einer Heirat interessiert ist, entwickelt aber selbst Gefühle für Anthony Bridgerton und heiratet ihn schließlich. Kate hält als Haustier einen Corgi namens Newton.
- Penelope Featherington ist die jüngste Tochter der Familie Featherington, die gegenüber den Bridgertons wohnt. Aufgrund ihres Übergewichts und ihrer schüchternen Persönlichkeit erhält sie keine lange Aufmerksamkeit von Gentleman als potenzielle Heiratskandidatin und gilt als Mauerblümchen. Sie ist eng befreundet mit Eloise, mit der sie sich häufig eher am Rande der Ballveranstaltungen aufhält, und mit Colin Bridgerton, in den sie aber heimlich verliebt ist. Außerdem trägt sie ein weiteres Geheimnis: Sie ist Lady Whistledown. Um ihrem Elternhaus zu entfliehen, beschließt sie in ihrer dritten Saison, dass sie einen Ehemann finden muss. Dass ihr dabei Colin helfen will, führt schließlich dazu, dass er selbst seine Gefühle für sie erkennt und ihr Ehemann wird. Ihr Sohn wird der neue Lord Featherington.
- John Stirling ist der Earl of Kilmartin mit einem Hauptsitz in Schottland. Er wirbt in ihrer Debütsaison um Francesca Bridgerton, der er sich mit einem ähnlich ruhigen Charakter und Interesse für Musik annähert. Sie heiraten daher auch nur im kleinen Kreise und ziehen danach schnell nach Schottland weiter, begleitet von Johns Cousine Michaela Stirling.

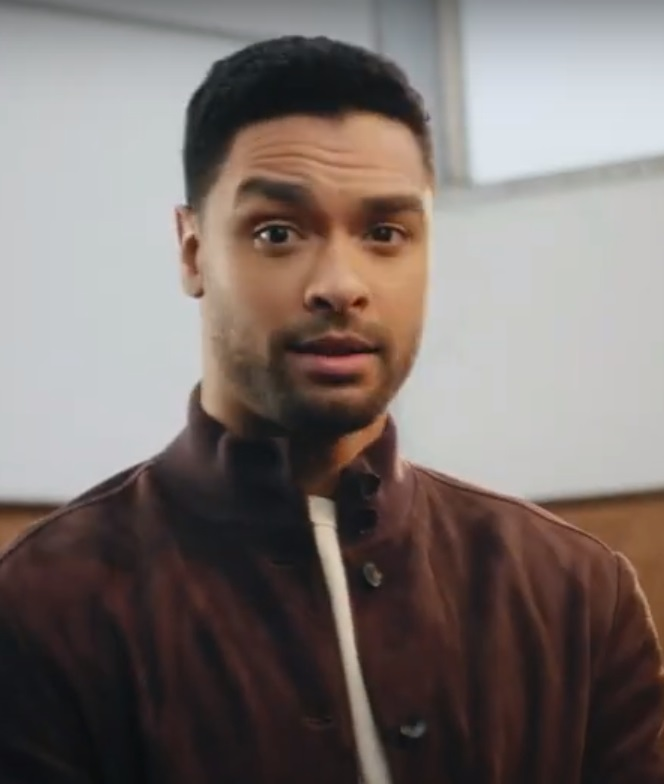
Regé-Jean Page spielt Simon Bassett.
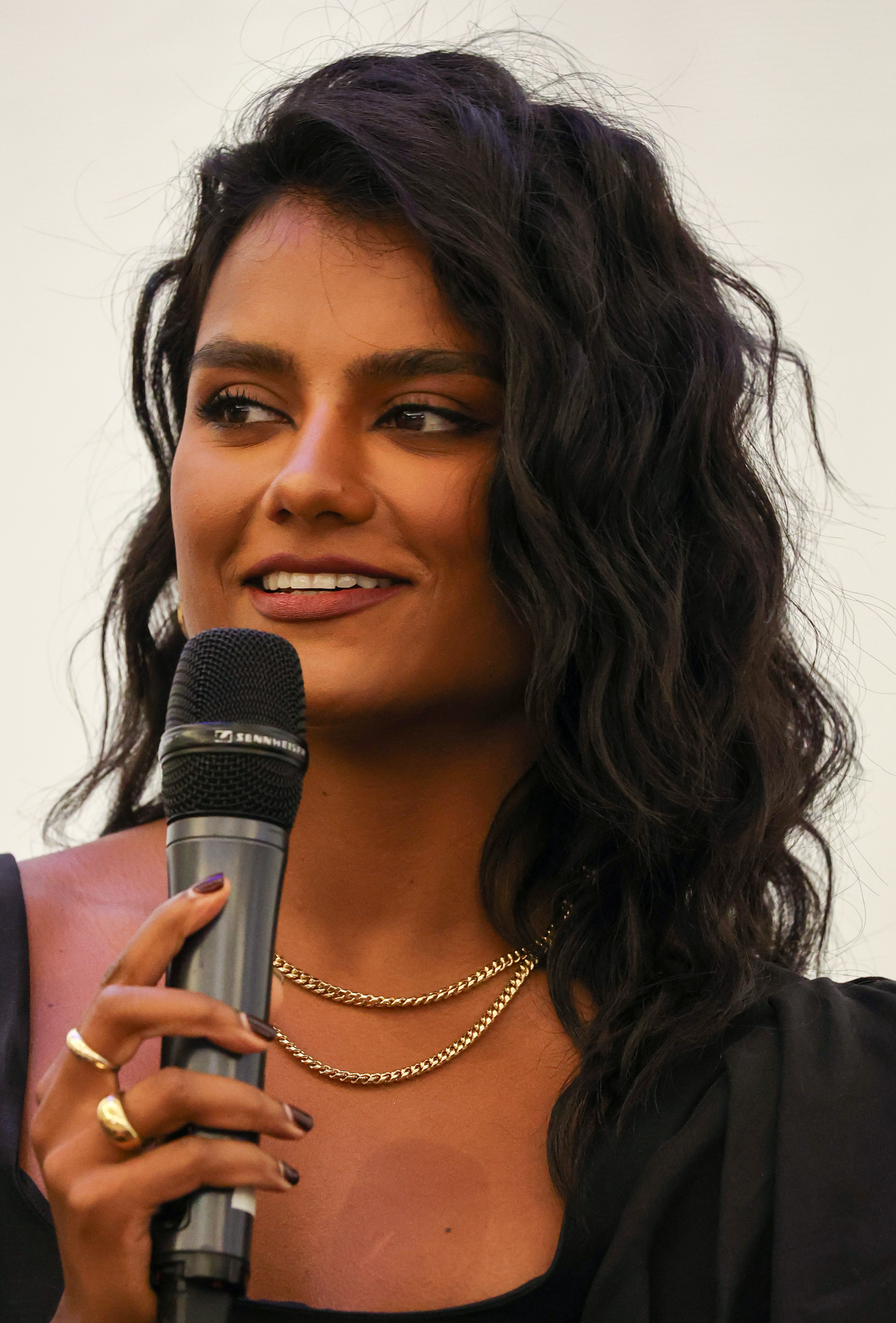
Simone Ashley spielt Kate Sharma.

## Familien und Bedienstete der Partner

### Familie Basset
- Duke und Duchess of Hastings waren die Eltern von Simon Basset. Der Duke drängte seine Ehefrau dazu, einen Sohn zu bekommen, der seinen Titel fortsetzen würde; diese verstarb schließlich im Kindsbett nach der Geburt Simons, bei der ihre Freundin Lady Danbury anwesend war. Damit er dem Titel gerecht werde, hat der Duke großen Druck auf Simon ausgeübt und ihn wegen seines Stotterns abgewiesen.
- Augie Basset ist das erste Baby von Simon Basset und Daphne Bridgerton.
- Jeffries ist Simon Bassets persönlicher Butler, Mrs. Colson die Haushälterin seines Stammsitzes Clyvedon Castle.

### Familie Sharma
- Lady Mary Sharma, geborene Sheffield, war während ihrer Saison mit einem einfachen Angestellten aus Indien, der mit Kate bereits eine Tochter hatte, in seine Heimat gegangen und hat damit einen Skandal ausgelöst, weswegen sie bei ihrer Rückkehr von der Königin und anderen Ladies nicht als willkommen akzeptiert wird.
- Edwina Sharma ist die Tochter von Mary mit ihrem Ehemann und Halbschwester Kates. Mit der Liebe ihrer Eltern und die Erziehung durch ihre Schwester ist sie behütet aufgewachsen. In England wird sie zum „Juwel der Saison“ erkoren und erhält dadurch viele Bewerber, darunter Anthony Bridgerton, von dem sie am meisten angetan ist. Sie bemerkt zu spät, dass sich Gefühle zwischen ihm und ihrer Schwester entwickeln, und bricht vor ihrer eigenen Hochzeit mit Anthony die Verbindung.
- Lord und Lady Sheffield sind Marys Eltern und Edwinas Großeltern. Sie missbilligen immer noch Marys Heirat wegen des Skandals. Um einen solchen bei Edwina zu verhindern, vereinbaren sie mit Kate ohne das Wissen von Mary oder Edwina, dass sie letztere unterstützen werden, wenn Kate ihr zur Heirat mit einem Lord verhilft.

### Familie Featherington
Die Familie Featherington, die gegenüber den Bridgertons wohnt, ist eine im Vergleich zu diesen weniger wohlhabende oder angesehene Familie, da sie sich weniger stilvoll kleiden und verhalten.
- Baron Archibald Featherington war der Mann von Portia und Vater der drei Töchter. Er war weder in der Ehe, die nicht auf Liebe fußte, noch an der Heiratssuche seiner Töchter besonders engagiert. Er war ein erfolgloser Glücksspieler und wurde, nachdem ein Betrug aufflog, umgebracht, sodass er der Familie Schulden hinterließ.
- Dowager Baroness Portia Featherington ist Mutter dreier Töchter, die sie zeitgleich an der Ballsaison teilnehmen lässt, wobei sie an Penelope weniger interessiert ist. Ihr schlechter Kleidergeschmack und ihr taktloses Verhalten aber erschwert die Heiratssuche. Auch setzt sie, um die Familie und ihren Ruf zu retten, oft zwielichtige Methoden ein.
- Prudence Dankworth und Philippa Finch sind die älteren Töchter Portias und Schwestern von Penelope. Sie sind anfangs aufgrund ihres eigenen Verhaltens unattraktiv für Bewerber und hänseln ihre Schwester aufgrund ihrer Vorliebe für Bücher und für Colin Bridgerton. Philippa findet einen Gatten in Albion Finch, Prudence in Harry Dankworth. Nach Jacks Weggang sind beide Paare gefragt, einen neuen Erben zu zeugen und bekommen schließlich jeweils eine Tochter.
- Marina Thompson, verheiratete Lady Crane, ist eine entfernte Cousine der Featheringtons, die vom Lande zu ihnen geschickt wird. Sie hatte einen Geliebten in George Crane, der in den Krieg gezogen war und von dem sie schwanger war. Aus Verantwortung heiratet Georges Bruder, Sir Philipp Crane, sie und zieht ihre Zwillingskinder mit ihr auf.
- Lord Jack Featherington ist ein Cousin von Archibald Featherington und nach dessen Tod neuer Erbe des Featherington-Hauses. Er kommt aus Amerika, wo er Rubinminen besitzt, die sich aber als leer herausstellen. Nach erfolglosen Versuchen, Cressida zu umwerben und Lords zu betrügen, schickt Portia ihn alleine zurück nach Amerika.
- Albion Finch ist der einzige Bewerber um Philippa Featherington und wird ihr Gatte; Harry Dankworth wurde zwischen zwei Saisons der Gatte von Prudence Featherington. Beide sind eher etwas einfältig, aber gutmütig und sehr ergebene Ehemänner.

Bedienstete
- Mrs. Varley ist die Haushälterin der Featheringtons und enge Vertraute Portias, die sie bei ihren Plänen und Intrigen unterstützt. Rae ist Penelopes persönliche Magd.

## Britische Königsfamilie
Die dargestellten Figuren der britischen Königsfamilie basieren auf den realen historischen Personen der Zeit.
- Königin Charlotte übernimmt die öffentliche Repräsentation der Monarchie während der Ballsaison. Die Debütantinnen werden ihr vorgestellt und sie wählt jeweils ein „Juwel der Saison“. Sie will herausfinden, wer Lady Whistledown ist, weil diese den Erfolg oder Misserfolg ihrer Wahl in ihren Kolumnen bissig kommentiert. Sie ist eng mit Lady Danbury befreundet. Das Spin-Off Queen Charlotte: Eine Bridgerton-Geschichte zeigt ihre Vorgeschichte.
- König George leidet an einer psychischen Erkrankung, die ihn dement macht, und wird daher von der Öffentlichkeit abgeschirmt. Er sieht die Königin nur noch selten, die, wenn ihr Neuigkeiten über den König gemeldet werden, zuerst vermutet, dass er nun verstorben sei.
- Brimsley ist der persönliche Kammerdiener der Königin. Wie Queen Charlotte zeigt, ist er homosexuell und führte eine heimliche Beziehung mit Reynolds, dem Kammerdiener des Königs.
- Prinz Friedrich von Preußen, ist ein Großneffe der Königin (in der Serie nur Neffe genannt), der eine Saison zu Besuch nach England kommt und Daphne Bridgerton für eine Heirat umwirbt.

In Queen Charlotte treten auch Charlottes Bruder Adolphus, Georges Mutter Prinzessin Augusta und die Kinder der Königin auf, darunter der älteste George IV., nach dem als Prinzregent die Regency Era benannt ist.

## Mitglieder des Ton
- Lady Agatha Danbury ist eine ältere Witwe und angesehene, einflussreiche Dame des Ton, weil sie eine Freundin der Königin ist, wie auch gefürchtet. Sie unterstützt jeweils nach deren Rückkehr nach London Simon Basset und die Familie Sharma. Ihr Bruder Lord Marcus Anderson lebt hauptsächlich auf dem Land. Als er für eine Saison in die Stadt kommt, interessiert er sich für Violet Bridgerton.
- Cressida Cowper ist eine Debütantin kalten und gehässigen Charakters, die zunächst mit Daphne Bridgerton um den Prinzen konkurriert und sich später für Jack Featherington interessiert. Sie hänselt immer wieder Penelope Featherington und verdirbt ihr so Momente mit Colin Bridgerton. Cressida tritt häufig in Begleitung ihrer Mutter Lady Cowper auf. In ihrer dritten Saison hat sie eine Freundschaft mit Eloise Bridgerton begonnen, was ihr Vater missbilligt, und umwirbt Lord Debling in Konkurrenz zu Penelope. Nachdem sie sich als Lady Whistledown ausgegeben hat, wird sie nach Wales zu einer Tante geschickt.
- Lord Nigel Berbrooke ist zunächst der einzige Bewerber um Daphne Bridgerton, aber sowohl von Aussehen und Persönlichkeit wenig ansprechend. Sein Heiratsgesuch wird abgewehrt, indem die Familie einen Skandal um einen Bastardsohn Nigels aufdeckt.
- Sir Henry Granville ist ein Künstler, der in seinem Haus für die Bohème ausschweifende und sexuell freizügige Partys gibt. Er ist mit Lucy Granville verheiratet, aber heimlich homosexuell und mit Lord Weatherby zusammen, während auch seine Frau auf den Partys mit anderen Sex hat.
- Sir Philipp Crane ist der Bruder des verstorbenen Geliebten von Marina Thompson, die er aus Verantwortung heiratet. Der eher reservierte Gentleman bleibt der Ballsaison in London fern und geht auf seinem Landsitz, auf dem er mit Marina und ihren Kindern lebt, der Botanik nach.
- Lord Lumley ist ein Dichter und Bewerber um Edwina Sharma; Thomas Dorset ein angehender Arzt und Bewerber um Kate Sharma, nachdem er zunächst nur von Anthony Bridgerton beauftragt wurde, sie abzulenken.
- Lady Tilley Arnold ist eine Witwe, die Benedict Bridgerton mit fortschrittlichem Denken beeindruckt und ein Liebesabenteuer mit ihm beginnt. Sie hat einen weiteren Geliebten in Paul Suarez, der ebenfalls an Männern interessiert ist und so Benedict das Angebot einer Dreierliaison macht.
- Lord Debling gilt im Ton als Außenseiter mit exzentrischen Interessen. So interessiert er sich sehr für Naturschutz und die Wildtierrettung, ist Vegetarier und unternimmt viele weite Reisen. Weil diese Jahre dauern können, sucht er eine Vernunftehe mit einer Frau, die währenddessen sein Anwesen führen könnte. Er wird von Penelope Featherington und Cressida Cowper umworben.
- Lord Samadani wird von der Königin persönlich aus Wien als Heiratskandidat für Francesca Bridgerton eingeladen.

Als Rand- oder Gastfiguren treten noch viele weitere Gentlemen und Damen des Ton auf, darunter:
- als jüngere Lords auf dem Heiratsmarkt in Staffel 1 Hardy und  Weaver, ab Staffel 2 Cho und Fife, in Staffel 2 Corning und  Morrison, in Staffel 3 Cutbill, Petri, Ramington, Stanton und Wilding;
- als bereits bejahrte Herren in Staffel 1 Lord Rutledge, in Staffel 3 Lord Greer;
- als verwitwete Damen in Staffel 1 Lady Trowbridge und ab Staffel 1 Lady Keswick;
- als Debütantinnen in Staffel 2 Abigail Evans, Margaret Goring, Mary Ann Hallewell, Cordelia Partridge, Staffel 3 Winifred Barrigan, Anne Hartigan, Emma Kenworthy, Clara Livingston, Sita Malhotra, Dolores Stowell mit ihren Mamas.

## Arbeiterklasse
- Will Mondrich ist ein Boxer und guter Freund von Simon Basset. Nach Beendigung seiner Karriere eröffnet er einen Gentlemen’s Club. Seine Frau ist Alice Mondrich. Nachdem eine entfernte Verwandte von Alice gestorben ist, erbt ihr Sohn Nicholas einen Titel und wird Baron von Kent, sodass die Familie in den Ton aufsteigt, wo sie den Club aufgeben müssen.
- Sienna Rosso ist eine Opernsängerin und die Geliebte von Anthony Bridgerton, bevor er sich ernsthaft auf Brautsuche begibt.
- Genevieve Delacroix ist eine Modistin, die Kleider für die Damen des Ton herstellt und diesen eine französische Herkunft mit falschem Akzent vorspielt. Sie hat kurzzeitig eine Affäre mit Benedict Bridgerton und schließt eine Allianz mit Lady Whistledown.
- Theo Sharpe ist ein Druckereiangestellter, der auf Eloise Bridgerton trifft, als sie Lady Whistledown sucht. Er interessiert sie für frauenrechtlerische Schriften; eine Beziehung zwischen ihnen ist aufgrund des Klassenunterschieds aber nicht möglich.